# 뤼카 브라보
뤼카 브라보(프랑스어: Lucas Bravo, 1988년 3월 26일 ~ )는 프랑스의 배우이자 모델이다.

## 출연 작품

### 영화
- 미시즈 해리스 파리에 가다 (2022년) - 포벨 역
- 발코니의 여자들 (2024년) - 마그나니, 르 부아인 덴 페이스 역